# Lepraria aurescens
Lepraria aurescens är en lavart som beskrevs av Orange & Wolseley. Lepraria aurescens ingår i släktet Lepraria och familjen Stereocaulaceae.   Inga underarter finns listade i Catalogue of Life.